# Pteropyrum noëanum
Pteropyrum noëanum är en slideväxtart som beskrevs av Pierre Edmond Boissier och Meissn.. Pteropyrum noëanum ingår i släktet Pteropyrum och familjen slideväxter. Inga underarter finns listade i Catalogue of Life.